# Neolindleya
Neolindleya là một chi thực vật có hoa trong họ Lan.